# Ministerio de Asuntos Internos (Unión Soviética)
El Ministerio de Asuntos Internos de la Unión Soviética (abreviado como MVD, en ruso: Министерство внутренних дел СССР) fue un ministerio estatal de la Unión Soviética. El MVD, una agencia sucesora de la NKVD, se estableció en marzo de 1946. A diferencia de la NKVD, excepto por un período de aproximadamente 12 meses, desde mediados de marzo de 1953 hasta mediados de marzo de 1954, el MVD no incluía las unidades (agencias) interesadas con actividad secreta (política), esta función está asignada al Ministerio de Seguridad del Estado (MGB) y (desde marzo de 1954) al Comité de Seguridad del Estado (KGB).

## Historia
El Ministerio de Asuntos Internos se creó sobre la base del Comisariado del Pueblo de Asuntos Internos (NKVD) de la URSS el 15 de marzo de 1946, cuando todos los Comisariados del Pueblo se transformaron en ministerios. El 15 de marzo de 1953, el MGB se incorporó al MVD, y un año después se estableció la agencia de Seguridad del Estado como un comité estatal separado, el KGB.
El Ministerio se estableció originalmente como un ministerio de la Unión con sede en Moscú, pero en 1960 el liderazgo de Jruschov, como parte de su degradación general de la policía, abolió el MVD central, cuyas funciones fueron asumidas por los ministerios de asuntos internos de las repúblicas. Luego, en 1962, el MVD fue redesignado como Ministerio de Protección del Orden Público (MOOP, acrónimo en ruso). Este cambio de nombre implicó una ruptura con el todopoderoso MVD creado por Beria, así como una gama más reducida de funciones. Los cambios fueron acompañados de crecientes críticas a la policía regular en la prensa soviética por sus deficiencias en la lucha contra el crimen.
Tras el derrocamiento de Jruschov, Brézhnev hizo mucho para elevar el estatus de la policía regular. En 1966, después de colocar a uno de sus protegidos, Nikolái A. Schiólokov, en el puesto de jefe, Brézhnev reinstaló al MOOP como un ministerio de unión-república. Dos años más tarde, MOOP pasó a llamarse MVD, un símbolo aparente de su mayor autoridad. Se hicieron esfuerzos para aumentar la eficacia del MVD contratando personal mejor calificado y mejorando el equipo y la capacitación. Sin embargo, la muerte de Brézhnev dejó al MVD vulnerable a sus oponentes, a Andrópov en particular. Solo un mes después de la muerte de Brézhnev, Schiólokov fue derrocado como su jefe y reemplazado por el expresidente de la KGB, Vitali Fedorchuk. Más tarde, Schiólokov fue juzgado por cargos de corrupción. Un destino similar tuvo el yerno de Brézhnev, Yuri Churbánov, quien fue destituido del cargo de primer subjefe en 1984 y luego arrestado por cargos criminales. Después de incorporar a varios funcionarios del KGB y del aparato del partido al MVD, Andrópov buscó convertirlo en una organización eficaz para erradicar la corrupción generalizada; Gorbachov continuó con estos esfuerzos.
En enero de 1986, cuando Fedorchuk se retiró, Aleksandr Vlásov fue nombrado jefe del MVD. Vlásov no tenía experiencia en el aparato policial. En septiembre de 1988, Vlásov se convirtió en candidato a miembro del Politburó del PCUS y al mes siguiente fue reemplazado como jefe del MVD por Vadim Bakatin.
El ministro de asuntos internos, Borís Pugo, fue uno de los principales organizadores del intento de golpe de Estado en la Unión Soviética de 1991; cuando falló el golpe, se suicidó. Fue reemplazado por Víktor Baránnikov, quien actuó como el último ministro de asuntos internos de la Unión Soviética.

## Funciones y organización
El MVD tenía una amplia gama de funciones. Se encargaba de descubrir e investigar ciertas categorías de delitos, aprehender a los delincuentes, supervisar el sistema de pasaportes internos, mantener el orden público, combatir la intoxicación pública, supervisar a las personas en libertad condicional, administrar cárceles y campos de trabajo, brindar protección contra incendios y controlar el tráfico. Hasta principios de 1988, el MVD también estaba a cargo de hospitales psiquiátricos especiales, pero una ley aprobada en enero de 1988 transfirió todos los hospitales psiquiátricos a la autoridad del Ministerio de Salud.

## Lista de ministros
| N.º | Ministro | Ministro           | Partido | Partido           | Periodo                                            | Gabinete                       |
| --- | -------- | ------------------ | ------- | ----------------- | -------------------------------------------------- | ------------------------------ |
| 1   |          | Serguéi Kruglov    |         | Partido Comunista | 14 de enero de 1946 – 13 de marzo de 1953          | Stalin II–III                  |
| 2   |          | Lavrenti Beria     |         | Partido Comunista | 13 de marzo de 1953 – 26 de julio de 1953          | Malenkov I                     |
| 3   |          | Serguéi Kruglov    |         | Partido Comunista | 10 de julio de 1953 – 1 de febrero de 1956         | Malenkov I–II Bulganin I       |
| 4   |          | Nikolái Dudorov    |         | Partido Comunista | 1 de febrero de 1956 – 13 de enero de 1960         | Bulganin I Jrushchov I         |
| 5   |          | Nikolái Schiólokov |         | Partido Comunista | 17 de septiembre de 1966 – 17 de diciembre de 1982 | Kosyguin II–III–IV–V Tíjonov I |
| 6   |          | Vitali Fedorchuk   |         | Partido Comunista | 17 de diciembre de 1982 – 25 de enero de 1986      | Tíjonov I–II Ryzhkov I         |
| 7   |          | Aleksandr Vlásov   |         | Partido Comunista | 25 de enero de 1986 – 20 de octubre de 1988        | Ryzhkov I                      |
| 8   |          | Vadim Bakatin      |         | Partido Comunista | 20 de octubre de 1988 – 2 de diciembre de 1990     | Ryzhkov I–II                   |
| 9   |          | Borís Pugo         |         | Partido Comunista | 2 de diciembre de 1990 – 22 de diciembre de 1991   | Ryzhkov II Pávlov I            |
| 10  |          | Víktor Baránnikov  |         | Partido Comunista | 23 de agosto de 1991 – 19 de diciembre de 1991     | Siláyev I                      |

## Lectura adicional
- Nación, R. C. (2018). Tierra negra, Estrella Roja: Una Historia de Política de Seguridad soviética, 1917-1991. Ithaca, NY: Cornell Prensa Universitaria.[5][6]